# National Football League
Giải Bóng bầu dục Quốc gia (tiếng Anh: National Football League), hay viết tắt là NFL, là giải bóng bầu dục Mỹ chuyên nghiệp ở Hoa Kỳ. Giải có 32 đội bóng tham dự, chia đều giữa 2 liên đoàn American Football Conference (AFC) và National Football Conference (NFC). NFL  là một trong những giải đấu thể thao lớn tại Hoa Kỳ và Canada, và là cấp độ chuyên nghiệp cao nhất của bóng bầu dục Mỹ trên thế giới. Mỗi mùa giải NFL thường niên bắt đầu với 3 tuần preseason trong tháng 8, sau đó là 18 tuần của mùa thường niên diễn ra từ đầu tháng 9 đến đầu tháng 1, với mỗi đội chơi 17 trận và có 1 tuần nghỉ. Theo sau sự kết thúc mùa thường niên, 7 đội từ mỗi liên đoàn (4 đội đứng đầu các khu (division) và 3 đội đứng sau trên bảng xếp hạng) được vào playoffs, khi đó giải đấu sử dụng thể thức loại trực tiếp để tìm đội đến Super Bowl, diễn ra vào tháng 2 và là trận đấu giữa nhà vô địch NFC và AFC.
Giải đấu NFL được thành lập vào năm 1920 với tên gọi Hiệp hội bóng bầu dục Mỹ chuyên nghiệp (APFA), đổi tên thành Giải bóng bầu dục quốc gia (NFL) mùa giải 1922. Sau thể thức ban đầu xác định nhà vô địch là đội đứng đầu bảng xếp hạng cuối mùa, hệ thống playoffs được thực hiện từ năm 1933 để tìm ra 2 đội thi đấu NFL championship game đến năm 1966. Sau thỏa thuận hợp nhất NFL với đối thủ American Football League (AFL), Super Bowl lần đầu tiên được tổ chức vào năm 1967 để xác định nhà vô địch giữa các đội xuất sắc nhất của hai giải đấu và vẫn là trận đấu cuối cùng của mỗi mùa giải NFL kể từ đó. việc sáp nhập được hoàn thành vào năm 1970. NFL là giải đấu thể thao chuyên nghiệp giàu có nhất thế giới tính theo doanh thu và là giải đấu thể thao có nhiều đội giá trị nhất. NFL cũng có số khán giả tham dự trung bình cao nhất (67.591) so với bất kỳ giải đấu thể thao chuyên nghiệp nào trên thế giới và là giải đấu thể thao phổ biến nhất ở Hoa Kỳ. Super Bowl cũng là một trong những sự kiện thể thao cấp câu lạc bộ lớn nhất trên thế giới, với các trận đấu cá nhân chiếm nhiều chương trình truyền hình được xem nhiều nhất trong lịch sử Hoa Kỳ và tất cả đều chiếm vị trí trong top 5 các chương trình truyền hình được xem nhiều nhất mọi thời đại của Nielsen ở Hoa Kỳ năm 2015.  NFL đặt trụ sở tại Midtown Manhattan.
Đội Green Bay Packers nắm giữ nhiều chức vô địch NFL nhất với tổng cộng 13 chức vô địch, giành được 9 danh hiệu trước kỷ nguyên Super Bowl và 4 chức vô địch Super Bowl sau đó. Kể từ khi giải Super Bowl được thành lập, New England Patriots và Pittsburgh Steelers có số trận thắng Super Bowl nhiều nhất với 6 trận mỗi đội. Đương kim vô địch là đội Philadelphia Eagles, họ đã đánh bại Kansas City Chiefs với tỉ số 40–22 trong trận Super Bowl LIX, diễn ra vào ngày 9 tháng 2 năm 2025.

## Lịch sử
Giải được thành lập ngày 20 tháng 8 năm 1920 sau cuộc họp giữa các đội Akron Pros, Canton Bulldogs, Cleveland Indians, và Dayton Triangles (ngày nay đều đã giải thể) tại Ohio. Sau nhiều nỗ lực thì đến tháng 9 cùng năm giải bắt đầu thi đấu với 14 đội. Chỉ có 2 đội là Arizonia và Chicago hiện còn thi đấu. Năm 1933 giải được chia làm 2 giải nhỏ nhưng kiểu này đã giải thể năm 1947. 3 năm sau giải nhận một số đội từ AAFC (giải đã hủy). Năm 1960, giải có đối thủ cạnh tranh là giải AFC nhưng 2 giải đã tổ chức trận chung kết giữa 2 nhà vô địch năm 1966 và AFC sáp nhập vào giải NFL. Giải được chia thành hai liên đoàn là AFC (các đội từ AFL trước đó) và NFC (các đội từ NFL trước đó). Năm 2002 với sự tham gia của đội Houston, số đội là 32, nhiều nhất trong các giải nhà nghề Mỹ (giải độc chiếm vị trí này cho đến năm 2021 khi NHL có đội thứ 32 là Seattle Kraken). Điều đặc biệt là giải có đội ở thành phố 100,000 dân, Green Bay, biến thành phố này trở thành thành phố nhỏ nhất có đội trong các giải thể thao chuyên nghiệp Bắc Mỹ.

## Cấu trúc mùa giải
Cấu trúc mùa giải NFL bao gồm giai đoạn tiền mùa giải kéo dài ba tuần, mùa giải chính kéo dài 18 tuần (mỗi đội chơi 17 trận) và vòng loại trực tiếp gồm 14 đội với trận tranh chức vô địch là Super Bowl.

###### Tiền mùa giải
Các đội sẽ thi đấu không tính điểm 4 trận và ngoài ra sẽ có 2 đội chơi thêm 1 trận Hall of Fame (đồng thời vinh danh các cầu thủ xuất sắc trong lịch sử trong trận). Trận đầu mùa này chỉ mang tính chất biểu diễn. Nhiều người cho rằng điều này là không cần thiết. Có ý kiến cho rằng nên giảm hoặc bỏ bớt giai đoạn này.

###### Mùa giải chính thức
| TT | AFC Đông | AFC Bắc  | AFC Nam | AFC Tây  |
| -- | -------- | -------- | ------- | -------- |
| 1  | Bills    | Bengals  | Titans  | Chiefs   |
| 2  | Patriots | Steelers | Colts   | Raiders  |
| 3  | Dolphins | Browns   | Texans  | Chargers |
| 4  | Jets     | Ravens   | Jaguars | Broncos  |

| TT | NFC Đông   | NFC Bắc | NFC Nam    | NFC Tây   |
| -- | ---------- | ------- | ---------- | --------- |
| 1  | Cowboys    | Packers | Buccaneers | Rams      |
| 2  | Eagles     | Vikings | Saints     | Cardinals |
| 3  | Commanders | Bears   | Falcons    | 49ers     |
| 4  | Giants     | Lions   | Panthers   | Seahawks  |

Biểu đồ này của bảng xếp hạng mùa giải 2021 hiển thị ứng dụng của cách thức tạo lịch thi đấu NFL. Los Angeles Rams (được đánh dấu bằng màu xanh lá cây) đã kết thúc ở vị trí đầu tiên trong NFC Tây. Do đó, năm 2022, Rams chơi hai trận với từng đối thủ cùng phân khu (được đánh dấu bằng màu xanh nhạt), một trận với mỗi đội ở NFC Nam và AFC Tây (được đánh dấu màu vàng), mỗi trận đấu với đội đứng đầu tiên ở NFC Đông và NFC Bắc (được đánh dấu màu cam) và một trận đấu với đội đứng đầu tiên ở AFC Đông (đánh dấu màu hồng).
Diễn ra trong 18 tuần, các đội thi đấu 17 trận (1 vòng được nghỉ trong khoảng vòng 4-12), bao gồm:
- 2 trận với các đội còn lại trong phân khu của mình (1 trận sân nhà và 1 trận sân khách với mỗi đối thủ, tổng cộng 6 trận);
- 1 trận với các đội trong 1 phân khu thuộc cùng liên đoàn (theo nguyên tắc xoay vòng với chu kỳ 3 năm) (2 trận sân nhà và 2 trận sân khách, tổng cộng 4 trận)
- 1 trận với 2 đội có cùng thứ hạng[a] trong 2 phân khu còn lại thuộc cùng liên đoàn (1 trận sân nhà và 1 trận sân khách, tổng cộng 2 trận)
- 1 trận với các đội trong 1 phân khu thuộc liên đoàn còn lại (theo nguyên tắc xoay vòng với chu kỳ 4 năm) (2 trận sân nhà và 2 trận sân khách, tổng cộng 4 trận)
- 1 trận (gọi là "trận đấu thứ 17") với đội có cùng thứ hạng[a] trong phân khu thuộc liên đoàn còn lại (theo nguyên tắc xoay vòng với chu kỳ 4 năm, phân khu được xếp lịch trước đó 2 năm là phân khu mà đội này được xếp lịch để đối đầu với tất cả các đội trong phân khu đó). Riêng với loạt trận đấu này, quyền chủ nhà được sắp xếp luân phiên giữa 2 liên đoàn: Các đội AFC thi đấu trên sân nhà vào năm lẻ còn các đội NFC thi đấu trên sân nhà vào năm chẵn.

Mặc dù thành phần đối thủ được xác lập sau khi mùa giải chính thức trước khép lại, lịch thi đấu chính thức thường không được công bố cho đến mùa xuân năm sau vì NFL phải xét đến nhiều yếu tố, điển hình là vấn đề xung đột lịch thi đấu (giải diễn ra vào các ngày trong tuần - trừ thứ 6 và thứ 7 - vì theo luật liên bang, các giải thể thao chuyên nghiệp không được cạnh tranh lịch thi đấu với các giải không chuyên; mà các giải không chuyên lại thường diễn ra vào hai ngày này. Thông thường sẽ là tối thứ 5, chiều và tối chủ nhật và tối thứ 2, nhưng đôi khi còn vào tối thứ 3 và 4 nếu các ngày kia có sự kiện đặc biệt Noel, trận chung kết các giải như golf, tennis, hoặc như năm 2001 có sự kiện khủng bố ngày 11 tháng 9 làm gián đoạn 2 tuần giải). Những yếu tố khác được NFL xét đến bao gồm việc không ép các đội thi đấu quá nhiều trận liên tiếp trên sân nhà hoặc sân khách; không kéo giãn quá dài thời gian nghỉ của đội này so với đội kia, và tối ưu hóa tỷ suất người xem truyền hình.
1. 1 2  Dựa vào kết quả của mùa giải chính trước.

###### Hậu mùa giải
7 đội trong mỗi liên đoàn có thứ hạng cao nhất (4 đội nhất mỗi phân khu và 3 đội có thành tích cao nhất trong số còn lại) sẽ tham dự vòng playoff. Tại đây, đội có thành tích tốt nhất được miễn vòng Wild Card. Sau đó mỗi liên đoàn chọn ra 1 đội vô địch và thi đấu trận chung kết.

##### Các trận khác
Do là giải chuyên nghiệp về bóng bầu dục mạnh nhất (chỉ có Bắc Mỹ và Nhật Bản chơi bóng bầu dục nhưng giải X-League của Nhật Bản có chất lượng thấp do không được theo dõi nhiều, còn CFL của Canada do mức lương thấp hơn NFL 10 lần nên thường được coi là dành cho cầu thủ chất lượng kém hơn, ngoài ra kiểu chơi của Canada thiên nhiều về ném và chạy dài so với chạy ngắn và sức mạnh của Mỹ) nên giải sẽ không thi đấu với các đội nước ngoài (chỉ có các trận đấu trong mùa được tổ chức ở nước ngoài, hiện nay là London (3 trận/năm) và Mexico City (1 trận/năm). Trước đây giải cũng từng chơi ở Canada (Toronto) cũng như trong mùa giao hữu ở châu Âu và Nhật Bản. Trận duy nhất không thuộc ba loại trên là trận Pro Bowl, diễn ra hàng năm (gần đây do bang Hawaii tổ chức) tập hơn các cầu thủ hay nhất mùa chơi 1 trận biểu diễn 1 tuần trước Super Bowl. Tuy vậy, cầu thủ thuộc đội tham dự Super Bowl không tham dự trận này do phải chuẩn bị, ngoài ra kết quả cũng không quá quan trọng.

## Các đội
Có 32 đội ở giải. NFL là giải trong nhóm 4 giải chuyên nghiệp  duy nhất không có đội đến từ Canada, mặc dù đã từng có ý định thành lập đội ở Toronto. NFL không xây dựng kiểu thăng, rớt hạng như các giải châu Âu khác. Cách duy nhất để thay đổi đội bao gồm: 1 đội giải thể, 1 đội tạo thêm hoặc 1 đội "chuyển khấu" và đổi tên. Sau đây là danh sách các đội cùng các thông tin khác (thành phố nói dưới đây là thành phố đặt sân vận động, có thể khác thành phố và tiểu bang vì không nhất thiết phải nằm trong thành phố mà đội đại diện do kích cỡ sân bóng bầu dục rất lớn, khó đủ chỗ cho thành phố lớn)
| Biểu tượng | Ý nghĩa                            |
| ---------- | ---------------------------------- |
| *          | Đội đã thay đổi địa điểm           |
| †          | Đội là thành viên sáng lập của NFL |

| Liên đoàn | Phân khu | Đội                    | Thành phố           | Sân vận động                     | Sức chứa | Mùa giải đầu tiên      | Huấn luyện viên trưởng |
| --------- | -------- | ---------------------- | ------------------- | -------------------------------- | -------- | ---------------------- | ---------------------- |
| AFC       | Đông     | Buffalo Bills          | Orchard Park, NY    | Sân vận động Highmark (New York) | 71,608   | 1960 (AFL) 1970 (NFL)  | Sean McDermott         |
| AFC       | Đông     | Miami Dolphins         | Miami Gardens, FL   | Hard Rock Stadium                | 64,767   | 1966 (AFL) 1970 (NFL)  | Mike McDaniel          |
| AFC       | Đông     | New England Patriots   | Foxborough, MA      | Sân vận động Gillette            | 65,878   | 1960 (AFL) 1970 (NFL)  | Mike Vrabel            |
| AFC       | Đông     | New York Jets          | East Rutherford, NJ | Sân vận động MetLife             | 82,500   | 1960 (AFL) 1970 (NFL)  | Aaron Glenn            |
| AFC       | Bắc      | Baltimore Ravens       | Baltimore, MD       | Sân vận động M&T Bank            | 71,008   | 1996                   | John Harbaugh          |
| AFC       | Bắc      | Cincinnati Bengals     | Cincinnati, OH      | Sân vận động Paycor              | 65,515   | 1968 (AFL) 1970 (NFL)  | Zac Taylor             |
| AFC       | Bắc      | Cleveland Browns       | Cleveland, OH       | Sân vận động Cleveland Browns    | 67,895   | 1946 (AAFC) 1950 (NFL) | Kevin Stefanski        |
| AFC       | Bắc      | Pittsburgh Steelers    | Pittsburgh, PA      | Sân vận động Acrisure            | 68,400   | 1933                   | Mike Tomlin            |
| AFC       | Nam      | Houston Texans         | Houston, TX         | NRG Stadium                      | 71,995   | 2002                   | DeMeco Ryans           |
| AFC       | Nam      | Indianapolis Colts*    | Indianapolis, IN    | Sân vận động Lucas Oil           | 63,000   | 1953                   | Shane Steichen         |
| AFC       | Nam      | Jacksonville Jaguars   | Jacksonville, FL    | Sân vận động EverBank            | 67,814   | 1995                   | Liam Coen              |
| AFC       | Nam      | Tennessee Titans*      | Nashville, TN       | Sân vận động Nissan              | 69,143   | 1960 (AFL) 1970 (NFL)  | Brian Callahan         |
| AFC       | Tây      | Denver Broncos         | Denver, CO          | Empower Field at Mile High       | 76,125   | 1960 (AFL) 1970 (NFL)  | Sean Payton            |
| AFC       | Tây      | Kansas City Chiefs*    | Kansas City, MO     | Sân vận động Arrowhead           | 76,416   | 1960 (AFL) 1970 (NFL)  | Andy Reid              |
| AFC       | Tây      | Las Vegas Raiders*     | Paradise, NV        | Sân vận động Allegiant           | 65,000   | 1960 (AFL) 1970 (NFL)  | Pete Caroll            |
| AFC       | Tây      | Los Angeles Chargers*  | Inglewood, CA       | Sân vận động SoFi                | 70,240   | 1960 (AFL) 1970 (NFL)  | Jim Harbaugh           |
| NFC       | Đông     | Dallas Cowboys         | Arlington, TX       | Sân vận động AT&T                | 80,000   | 1960                   | Brian Schottenheimer   |
| NFC       | Đông     | New York Giants        | East Rutherford, NJ | Sân vận động MetLife             | 82,500   | 1925                   | Brian Daboll           |
| NFC       | Đông     | Philadelphia Eagles    | Philadelphia, PA    | Lincoln Financial Field          | 69,176   | 1933                   | Nick Sirianni          |
| NFC       | Đông     | Washington Commanders* | Landover, MD        | FedExField                       | 62,000   | 1932                   | Dan Quinn              |
| NFC       | Bắc      | Chicago Bears†         | Chicago, IL         | Soldier Field                    | 61,500   | 1920                   | Ben Johnson            |
| NFC       | Bắc      | Detroit Lions*         | Detroit, MI         | Ford Field                       | 65,000   | 1930                   | Dan Campbell           |
| NFC       | Bắc      | Green Bay Packers      | Green Bay, WI       | Lambeau Field                    | 81,441   | 1921                   | Matt LaFleur           |
| NFC       | Bắc      | Minnesota Vikings      | Minneapolis, MN     | U.S. Bank Stadium                | 66,860   | 1961                   | Kevin O'Connell        |
| NFC       | Nam      | Atlanta Falcons        | Atlanta, GA         | Mercedes-Benz Stadium            | 71,000   | 1966                   | Raheem Morris          |
| NFC       | Nam      | Carolina Panthers      | Charlotte, NC       | Sân vận động Bank of America     | 75,523   | 1995                   | Dave Canales           |
| NFC       | Nam      | New Orleans Saints     | New Orleans, LA     | Caesars Superdome                | 73,208   | 1967                   | Kellen Moore           |
| NFC       | Nam      | Tampa Bay Buccaneers   | Tampa, FL           | Sân vận động Raymond James       | 65,618   | 1976                   | Todd Bowles            |
| NFC       | Tây      | Arizona Cardinals*†    | Glendale, AZ        | Sân vận động State Farm          | 63,400   | 1920                   | Jonathan Gannon        |
| NFC       | Tây      | Los Angeles Rams*      | Inglewood, CA       | Sân vận động SoFi                | 70,240   | 1936 (AFL) 1937 (NFL)  | Sean McVay             |
| NFC       | Tây      | San Francisco 49ers    | Santa Clara, CA     | Sân vận động Levi's              | 68,500   | 1946 (AAFC) 1950 (NFL) | Kyle Shanahan          |
| NFC       | Tây      | Seattle Seahawks       | Seattle, WA         | Lumen Field                      | 69,000   | 1976                   | Mike Macdonald         |

## Cầu thủ
Có 44 cầu thủ được đăng ký chính thức và được quyền tham gia tất cả các trận đấu trong giải. Ngoài ra có 8 cầu thủ trong đội hình dự bị mà chỉ được thay thế khi cầu thủ chính thức không thể thi đấu vì các lý do. Mỗi năm, giải có tổ chức NFL Draft để các đội lựa cầu thủ từ giải đại học lên tham gia. Tuy vậy, các đội không nhất thiết phải tuyển cầu thủ bằng cách này (cách khác duy nhất là tuyển cầu thủ từ giải CFL (bóng bầu dục Canada) hoặc AFL (bóng bầu dục trên sân nhỏ hơn) vì không có quốc gia nào ngoài Bắc Mỹ chơi chuyên nghiệp bóng bầu dục Mỹ, tuy vậy, trong một số ít trường hợp, các cầu thủ rugby và bóng bầu dục Úc (2 môn này khác hoàn toàn so với bóng bầu dục Mỹ) cũng như bóng đá được tuyển cho vị trí đá).

## Draft (kỳ tuyển quân)

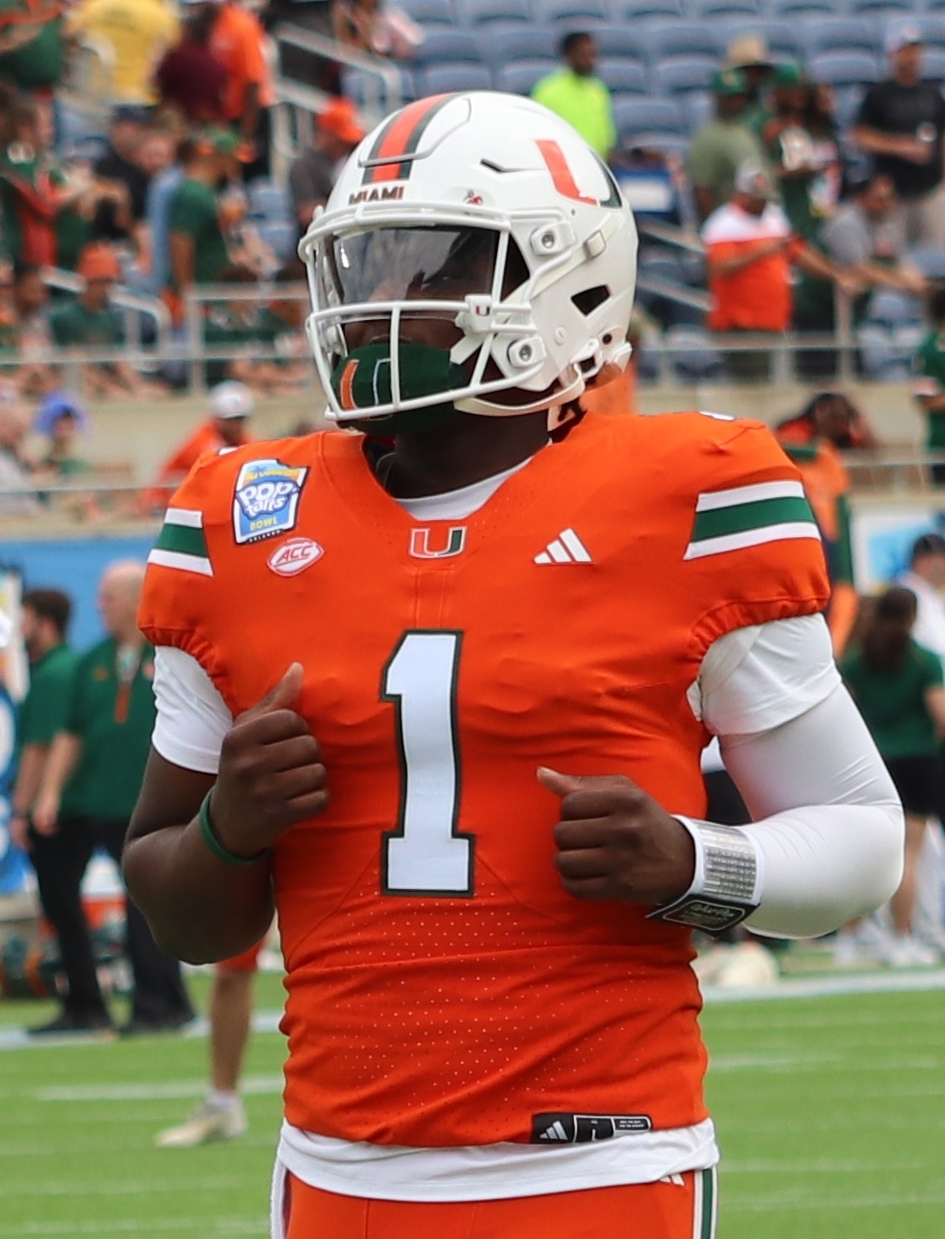
Tiền vệ chính của Tennessee Titans Cam Ward, lượt chọn đầu tiên của 2025 NFL draft

Tháng 4 mỗi năm (trừ năm 2014, khi kỳ draft diễn ra vào tháng 5), NFL tổ chức kỳ draft để tuyển chọn các cầu thủ đại học. Kỳ draft bao gồm 7 vòng, với mỗi đội có được 1 lượt chọn (pick) trong 1 vòng. Thứ tự lượt chọn cho các đội không lọt vào playoff được xác định bởi thứ hạng các đội tại mùa giải chính.